# Trojan (marque)
Pour les articles homonymes, voir Trojan.

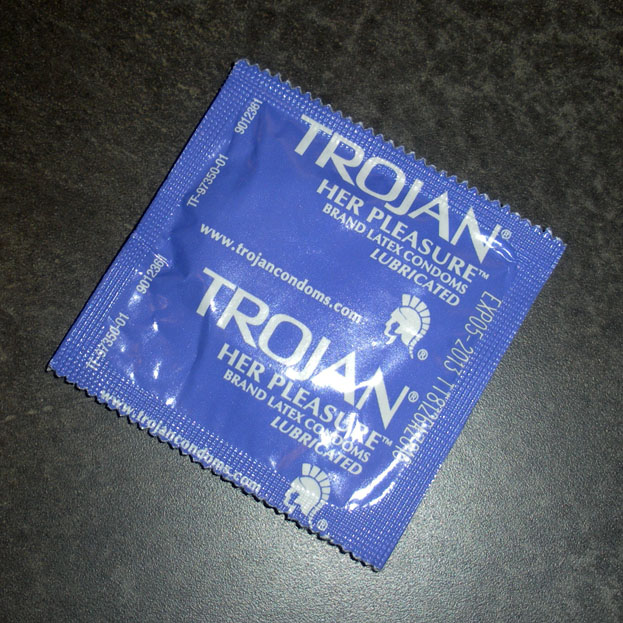
Préservatif de marque Trojan.

Trojan est une marque américaine de préservatifs. Créée en 1920 aux États-Unis par Youngs Drug Products, elle a, en 1985, été rachetée par Carter-Wallace Inc avant sa reprise par Church & Dwight Company en 2001.
La marque de préservatifs Trojan est leader sur le marché américain.